# André Hellé
André Hellé, pseudonyme d'André Laclôtre, est un artiste peintre et décorateur français, illustrateur, lithographe et créateur de jouets très novateurs, né le 26 mars 1871 à Paris 19e où il meurt le 29 décembre 1945.

## Biographie
Durant les années 1890, André Laclôtre, qui vit depuis son enfance à Boissy-Saint-Léger, est proche des Arts incohérents, signant des dessins humoristiques sous son nom.
Il prend le pseudonyme d'André Hellé vers 1896 quand il commence à publier des dessins et des bandes dessinées dans des périodiques illustrés. Très demandées, ses contributions sont fort nombreuses et s'étalent jusque dans les années 1930. Les principaux supports destinés aux adultes sont Le Journal pour tous (1899-1905), La Caricature (1900-1904), Le Rire (1901-1915), Le Sourire (1902-1930), L'Assiette au beurre (1903-1910), le Journal amusant (1910-1914), Je sais tout (1909-1912), Nos loisirs (1909-1912), La Vie parisienne (1909-1920), Le Miroir du monde (1932-1937).
Pour la presse pour la jeunesse, il publie dans La Joie des enfants, Le Jeudi de la jeunesse.
Dès 1910, Il crée des modèles de jouets en bois d'une forme novatrice, et produit une série appelée « L'Arche de Noé ».
Il reçoit, pour ses jouets, la médaille d'or et le diplôme d'honneur de la Société d'encouragement à l'art et à l'industrie.
En 1913, il écrit un livret de ballet pour Claude Debussy, La Boîte à joujoux, dont il illustre aussi la partition originale.

## L'Alphabet de la Grande Guerre
En 1915, dès le début de la Première Guerre Mondiale, André Hellé publie L'Alphabet de la Grande Guerre chez l'éditeur Berger-Levrault. Dans cet ouvrage, chaque lettre est associée à un aspect spécifique du conflit. Le thème associé à chaque lettre est ensuite expliqué dans un court et simple paragraphe. Le tout accompagné d’une image. Il est possible de citer par exemple la lettre E, pour « estafette ». L’image qui l’accompagne se caractérise par d’épais contours noirs et des formes simples, qui met en scène un soldat français, reconnaissable à son pantalon d’uniforme rouge qui est poursuivi par des soldats allemands, comme l’indiquent les casques à pointes. Le texte qui suit explique en quelques lignes que les estafettes sont des agents de liaisons, le tout en insistant sur leur « courage et sang-froid ». Le texte et l’image sont l’œuvre d’André Hellé lui-même. 
L’ensemble s’adresse à un public enfantin, ce qui explique la simplicité des dessins et des explications. L’objectif de l’Alphabet est pédagogique et patriotique. Il vise à expliquer aux plus jeunes générations ce qui se déroule à cette époque, le tout sans mort ni violence, de manière édulcorée. Cela a pu être par ailleurs décrit comme étant une œuvre de propagande, comme l’évoque l’article de Philippe Bourdier.

## Hommages
En 1936, Claire Huchet Bishop écrit dans The French Review : « Disons tout de suite que, en ce qui concerne le livre d'images c'est la France qui est incontestablement à l'avant-garde. Elle l'est depuis 1912. Quel scandale avait produit Hellé. On cherchait en vain à cet art audacieux un ancêtre à travers la longue et noble lignée des illustrateurs du XIXe siècle. Andre Hellé c'était tout neuf. On se disait qu'il était bien facile de faire ces animaux « en bois » avec des couleurs unies. Mais ces animaux et personnages qui faisaient penser à des jouets en bois étaient extraordinairement vivants. Dédaignant les détails, Hellé avait saisi le rythme caché et il le traduisait avec une apparente naïveté. En réalité toutes ces images débordaient d'esprit et de finesse et Debussy le comprit, lui qui composa pour La Boite à joujoux l'exquise musique de ballet que l'on applaudit encore chaque année à l'Opéra-Comique. Hellé a été le courageux précurseur. Il a d'ailleurs continué à créer album après album : Le tour du monde en 80 pages, Maman les petits bateaux, les Douze plus belles fables du monde, etc., etc. On ne saurait dire qu'il a eu des imitateurs ou même des disciples. Mais avec lui le mouvement moderne de peinture est entré dans l'illustration du livre pour enfants, et quand on voit maintenant les livres de Parain, de Tranchant, d'Edy Legrand, de Brunhof, on ne peut se défendre de songer à celui qui fut l'avant-coureur de l'avant-garde, tout seul, avant la guerre, il y a bien longtemps. »
D'octobre 2012 à juin 2013, le musée du jouet de Poissy a organisé une rétrospective André Hellé.
Depuis 2015, la médiathèque municipale de Boissy-Saint-Léger, ville de son enfance, porte son nom.

## Publications
- Drôles de bêtes [L'arche de Noé], Paris, Alfred Tolmer & Cie, 1911.

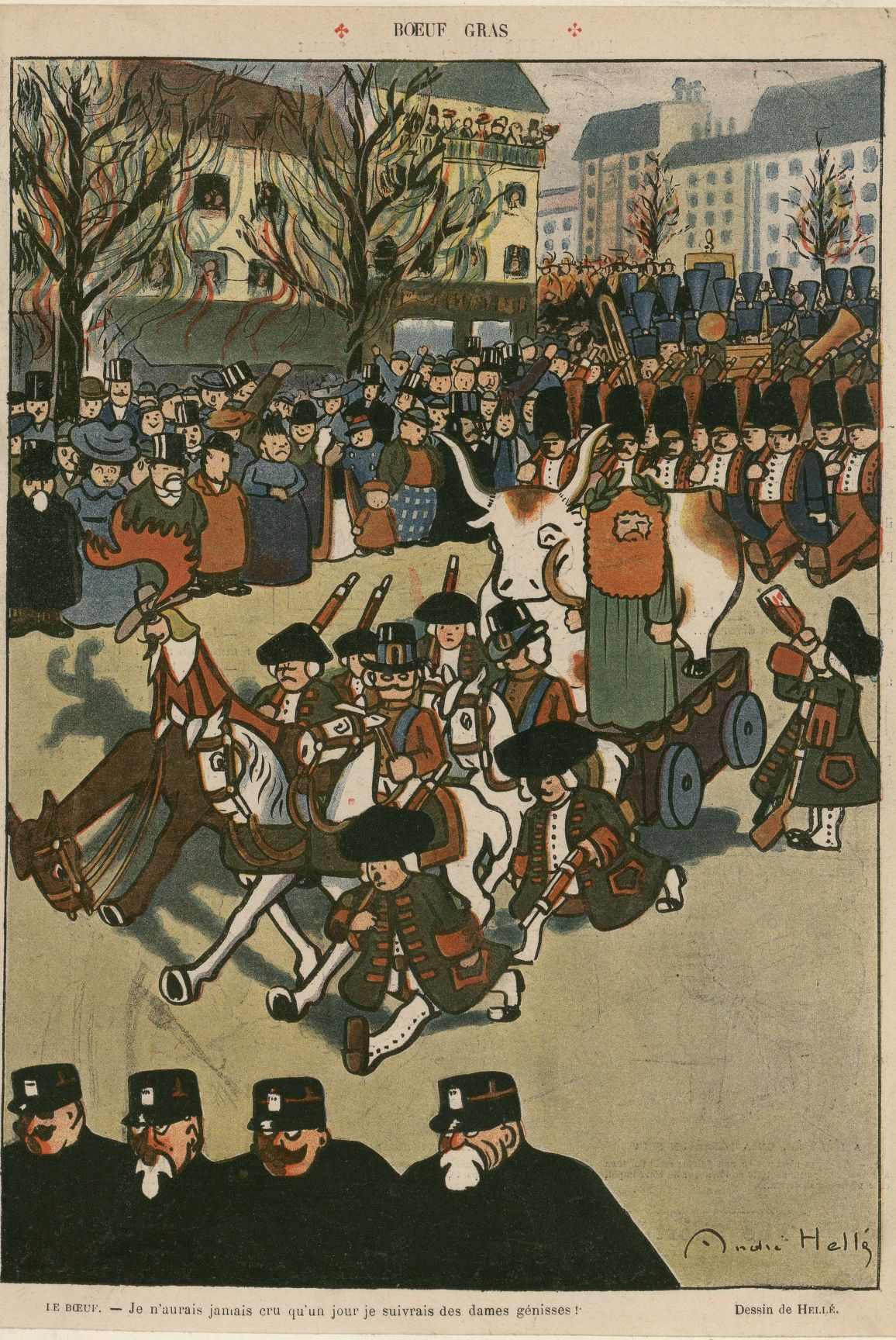
« Le bœuf gras », publié dans Le Rire, 9 mars 1907.

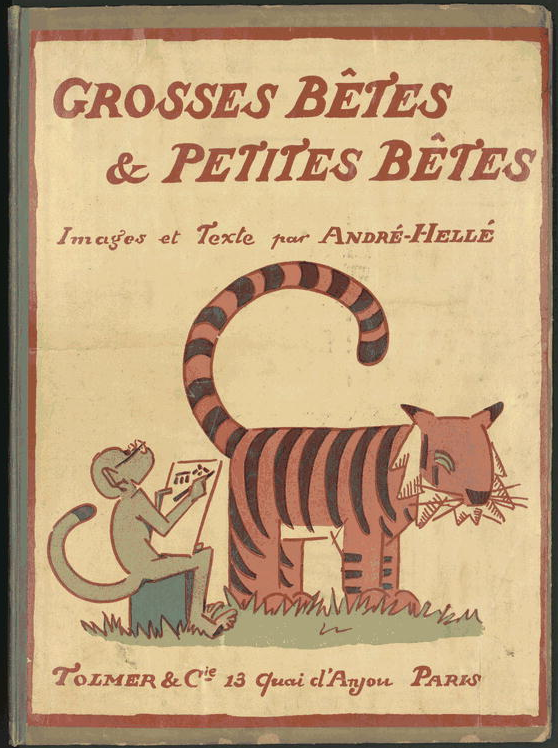
Grosses Bêtes & petites bêtes (1912).

- Grosses Bêtes & petites bêtes, Alfred Tolmer & Cie, 1912 (Lire en ligne sur le site de la Bibliothèque du Congrès)
- La Boîte à joujoux, musique de Claude Debussy, 1913-1919
- French Toys, ed. L'Avenir Féminin, 1915
- André Hellé, Alphabet de la Grande Guerre 1914-1916 : pour les enfants de nos soldats, Paris - Nancy, Berger-Levrault, 1917, 36 p. (lire en ligne)
- La Belle histoire que voilà, éditeur Berger-Levrault, 1920
- Fables de La Fontaine, Berger-Levrault, 1922
- Films pour les tout-petits, Librairie Garnier frères, Paris, 1924, 32 pl. (lire en ligne sur Gallica)
- Le petit elfe ferme l'œil, éditeur Tolmer, 1924
- Petit elfe ferme l'œil, musique de Florent Schmitt, 1924
- L'Arche de Noé, éditeur Garnier, 1925
- L'Enfant et les sortilèges, musique de Maurice Ravel, livret de Colette, Durand et Cie, 1925.
- La Maison des aïeules, suivi de Mademoiselle Anna très humble poupée, Pierre Loti, éditeur Floury, 1927 ([lire sur Wikisource])
- Le Tour du monde en 80 pages, éditeur Ferenczi & fils, 1927 (lire en ligne sur Gallica)
- Maman les petits bateaux, éditeur Ferenczi & fils, 1928
- Les Douze plus belles fables du monde, Roger Dévigne, Berger-Levrault, 1931
- La Croisière des enfants, Berger-Levrault, 1933
- Isabelle Georges Schreiber, Les Bêtes Parlent, illustrations d'André Hellé, Paris, 1935
- Armand Got, Pin pon d'or : comptines, formulettes, berceuses, rondes, ritournelles, éditeur Bourrelier, 1939
- Fables des quatre jeudis, Berger-Levrault, 1940
- Les Souvenirs d'un petit garçon, autobiographie, Berger-Levrault, 1942